# Ceyx margarethae
A Ceyx margarethae a madarak osztályának szalakótaalakúak (Coraciiformes) rendjébe és a jégmadárfélék (Alcedinidae) családjába tartozó faj.

## Rendszerezése
A fajt August Wilhelm Heinrich Blasius német ornitológus írta le 1890-ben. Sorolták az Ceyx lepidus alfajaként Ceyx lepidus margarethae néven. 
Egy 2013-ban lezajlott molekuláris biológiai vizsgálatsorozat során kiderült, hogy a különböző szigeteken élő alfajok nagy mértékben különböznek egymástól genetikailag, így különálló fajokká minősítésük indokolt.

## Előfordulása
A Fülöp-szigetek középső és déli szigetein, Negros, Cebu és Mindanao szigetén és több apróbb szigeten is honos. Természetes élőhelye szubtrópusi és trópusi síkvidéki esőerdők és bokrosok, valamint vizes élőhelyek.